# Las Joyas, Durango
Las Joyas är en ort i Mexiko.   Den ligger i kommunen Mezquital och delstaten Durango, i den centrala delen av landet, 700 km nordväst om huvudstaden Mexico City. Las Joyas ligger 1 693 meter över havet och antalet invånare är 110.
Terrängen runt Las Joyas är kuperad åt nordost, men åt sydväst är den bergig. Runt Las Joyas är det mycket glesbefolkat, med 3 invånare per kvadratkilometer. Närmaste större samhälle är San Francisco de Ocotán, 10,6 km öster om Las Joyas. I omgivningarna runt Las Joyas växer huvudsakligen savannskog.